# Krim (2017)
Krim (Originaltitel Крым / Krym) ist ein russisches Propaganda-Filmdrama des Regisseurs Alexei Pimanow aus dem Jahr 2017. Das Drehbuch stammt vom Regisseur, der auch als Produzent auftritt, unter Beteiligung von Wladimir Bragin.

## Handlung
Die aus den russischen Medien bekannte Darstellung der Vorgänge um die Annexion der Krim durch Russland wird in eine Romeo-und-Julia-Geschichte eingebettet.
Sommer 2013: In Mangup-Kale, einer ehemaligen befestigten Höhensiedlung auf der Krim, wird ein Film über die alte Ukraine gedreht. Sanja, der aus Sewastopol kommende Sohn eines Offiziers der ukrainischen Armee, und Alyona, eine Journalistin aus Kiew, lernen sich bei Alyonas Dreharbeiten kennen und gehen eine Beziehung miteinander ein.
Im Februar 2014 kommt Sanja zusammen mit seinem Freund Wenja in die ukrainische Hauptstadt Kiew und trifft Alyona auf dem Majdan Nesaleschnosti („Platz der Unabhängigkeit“) wieder, wo zu diesem Zeitpunkt Protestaktionen stattfinden. Alyona und Mykola Prilepa, einer ihrer Freunde, stehen hinter den Protestierenden und unterstützen sie, während Sanja sich von deren Aktionen distanziert. Zur selben Zeit werfen Unbekannte in der Nähe des Stadions Walerij-Lobanowskyj Molotow-Cocktails auf die Soldaten der Berkut-Spezialeinheiten. Dabei kommt Sasha einem Soldaten der Berkut, der Feuer gefangen hat, zu Hilfe.
Als Sanja, Wenja und andere junge Männer aus Kiew zurück nach Krim, ihr Zuhause, durch die Oblast Tscherkassy kommen, werden ihre Busse von ukrainischen Nationalisten aus der Organisation des Rechten Sektors überfallen. Bomben fallen, Busse werden verbrannt, viele Menschen, so auch Wenja, werden getötet. Sanja, mit der Hilfe eines der Nationalisten, gelingt es zu entkommen und in sein Zuhause zu fliehen. In der folgenden Zeit kommt es zwischen Sanja und Alyona immer wieder zu Auseinandersetzungen über die Geschehnisse in der Ukraine, die beide völlig unterschiedlich beurteilen.
Sanja, der inzwischen Freundschaft mit dem jungen Soldaten Peter, dem er beigestanden hat, geschlossen hat, fährt mit diesem nach Simferopol, wo sie die Ankunft eines „Freundschaftszuges“ der Nationalisten erwarten. Dabei bemerkt Peter kurz vor Ankunft des Zuges auf einem nahegelegenen Dach einen Scharfschützen, der ihn nur wenig später tödlich verletzt und unerkannt verschwindet. Sanja reagiert fassungslos auf den Tod seines gerade gewonnenen Freundes. Als nur wenig später russische Hubschrauber Simferopol überfliegen und MTWs einrücken, ist das für Sanja ein Indiz dafür, dass Russland zur Rettung gekommen ist.
Obwohl die Ansichten von Sanja und Alyona nun noch weiter auseinanderklaffen, sind beide nicht gewillt, ohne einander zu sein. Sie treffen sich in einem Hotel, wo sie sich leidenschaftlich lieben. Die Ereignisse der folgenden Tage und Wochen treiben jedoch einen Keil zwischen das junge Paar und beide immer weiter auseinander.
Sommer 2015: Erneut kommt Alyona nach Mangup-Kale, um einen Film zu drehen, Sanja findet sie dort aber nicht mehr. Er befindet sich im Kampfgebiet im Osten der Ukraine und ruft daher Alyona an, jedoch bricht die Verbindung urplötzlich ab, wobei am Hintergrund aus den Geschützen und Maschinengewehren geschossen wird, und Alyonas Blick wirkt leer, als sie ihn in die lastende Stille richtet.

## Produktion, Hintergrund
Der Film gehe zurück auf eine Idee des russischen Verteidigungsministers Sergei Kuschugetowitsch Schoigu und wurde zum Teil vom Verteidigungsministerium sowie von der staatlichen Filmstiftung finanziert (circa 400 Millionen Rubel für den Film selbst und 150 für seine Werbekampagne). Der Regisseur Alexei Pimanow ist zugleich Vorstand der Medienholding „Roter Stern“ der russischen Streitkräfte, er drehte zuvor zahlreiche Fernsehserien, die in der Sowjetunion spielen. Vom Bildungsministerium wurde die „Empfehlung“ herausgegeben, in den Schulen für den Film Krim zu werben.
Der englische Titel lautet Crimea.

## Rezeption
Der Film hatte in Russland am 28. September 2017 Premiere. Laut Rosbalt.ru blieben einige Kinosäle in Sankt-Petersburg an einigen Tagen fast oder ganz leer Schulen waren von den Behörden aufgefordert worden, Besuche des Films zu organisieren.
Laut einer Kritik der Tageszeitung Die Welt handle es sich bei dieser nach Kreml-Bauplänen gestrickten Geschichte um „eine Fortsetzung der Propaganda bis in den Kinosaal: Russland, stets von Feinden umgeben, ist unfehlbar.“ Auf „Poster Daily“ schrieb Maria Kuwschinowa, dass offenbar in den Köpfen der älteren Generation noch der Glaube an Propagandafilme vorhanden sei. In der Nowaja gaseta nannten zwei Autoren den Film „eine Wiederholung der Propaganda-Klischees, die 2014 in Eile erfunden worden waren“. Die Kritik auf der russischen Filmkritik-Seite yakinolub.ru attestierte dem Film, Zynismus sei in allem: „zynische Charaktere, zynische Ereignisse, zynische Moral“.
Das Portal Meduza stellte fest, dass die vernichtende Rezension des Films des Videobloggers BadComedian mehr Aufrufe erzielte als der Film selbst. Dem Film selber wurde „schwaches Schauspiel, ein unlogisches Drehbuch“ attestiert.
Alexander Newsorow meinte, das Scheitern russischer Filme an der Kinokasse sei ja keine Ausnahme, aber Krim sei mit einem „unglaublich ohrenbetäubenden Scheppern durchgefallen“. Zehntausende von gefälschte Reviews zur Beeinflussung des Ratings waren gelöscht worden. Die Zeit erklärte den Applaus bei der Premiere im Hof des Kremls sarkastisch damit, dass wohl alle froh waren, dass der Film endlich fertig war, weil man dort, nicht wie im Kino, nicht vor dem Ende davon laufen konnte.
Der Politikwissenschaftler Andrei Okara nannte den Film falsch, propagandistisch und manipulativ und verwies darauf, dass der Film mit einer Fernseh-Ausstrahlung am 17. März kurz vor der Präsidentschaftswahl im März 2018 nochmals propagandistisch verwertet werden würde, zu einem Zeitpunkt, zu dem vor den Wahlen politische Werbung verboten ist.
Aufführungen waren auch in China angekündigt worden.